# یواس‌اس لوکست (ای‌ان-۲۲)
یواس‌اس لوکست (ای‌ان-۲۲) (به انگلیسی: USS Locust (AN-22)) یک کشتی بود که طول آن ۱۶۳ فوت ۲ اینچ (۴۹٫۷۳ متر) بود. این کشتی در سال ۱۹۴۱ ساخته شد.